# Titus Brandsma
Titus Brandsma (à l'état civil : Anno Sjoerd Brandsma), né le 23 février 1881 à Oegeklooster (Bolsward, Pays-Bas) et mort (exécuté) le 26 juillet 1942 à Dachau (Allemagne), est un prêtre carme néerlandais, journaliste catholique, professeur de philosophie et de l'histoire de la mystique, recteur de l'université catholique de Nimègue et martyr.
Béatifié par le pape Jean-Paul II le 3 novembre 1985 et canonisé le 15 mai 2022. Il est liturgiquement commémoré le 27 juillet dans l'Ordre du Carmel. 

## Biographie

### Jeunesse et formation
Anno Sjoerd Brandsma est né le 23 février 1881 à Oegeklooster, hameau de Bolsward, aux Pays-Bas d'une famille paysanne frisonne. Après des études secondaires au lycée de Megen, il entre à 17 ans au noviciat des Grands-Carmes à Boxmeer, où il reçoit le nom de religion 'Titus' (Tite). Il poursuit sa formation religieuse à Zenderen et Oss.
Toute sa vie - qui fut fort active en dépit d'une santé fragile - il sera inspiré par une mystique personnelle toute intérieure. Déjà en 1901, il traduit les écrits de Thérèse d'Avila en néerlandais. Il est ordonné prêtre le 17 juin 1905 dans la cathédrale de Bois-le-Duc. De 1905 à 1909 il étudie la philosophie et la sociologie à l'université grégorienne de Rome où il obtient son doctorat de philosophie.

### Enseignement et journalisme

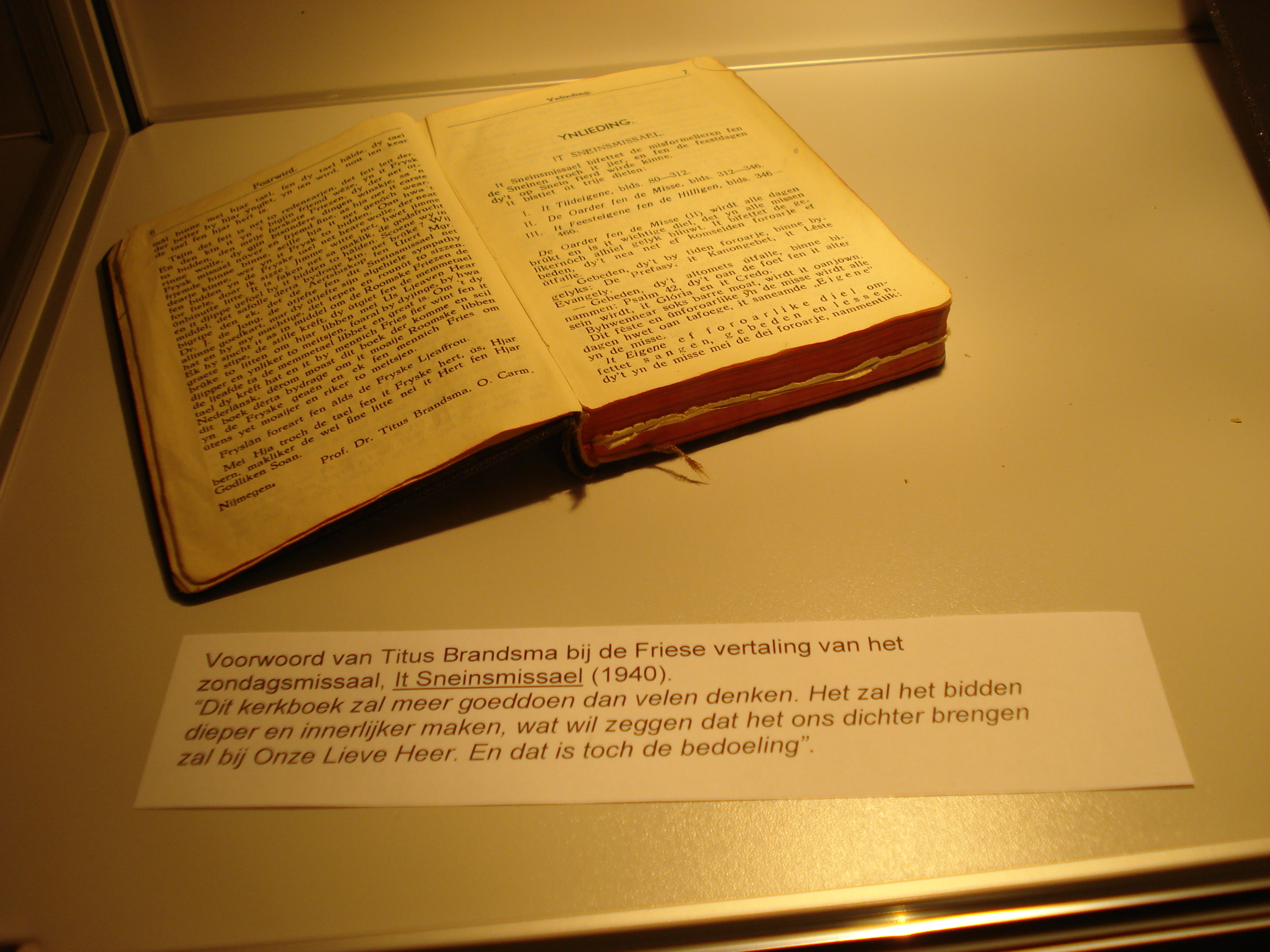
Nimègue, Souvenir de Titus Brandsma, un texte en frison.

De 1909 à 1923, Titus Brandsma enseigne la philosophie, la sociologie et l'histoire de l'Eglise au Philosophicum, séminaire des Carmes, à Oss. Il y fonde un lycée, qui porte maintenant son nom. Il fonde aussi un lycée à Oldenzaal et agrandit le lycée de Zenderen. Il s'intéresse au frison, langue de son enfance, mais aussi à l'espéranto. Il est membre actif de l'Union internationale des espérantistes catholiques (IKUE).
Ayant obtenu un diplôme de journaliste professionnel, il devient en 1919 rédacteur en chef d'un journal local à Oss. Plus tard, à Nimègue, il est journaliste du journal régional De Gelderlander. Il est conseiller spirituel de l'association des journalistes catholiques, et s'occupe de l'amélioration des conditions de travail des journalistes et du renouveau de la presse catholique. Il propose la fondation d'une école pour journalistes, qui ne sera réalisée qu'après sa mort.

### Professorat et mysticisme

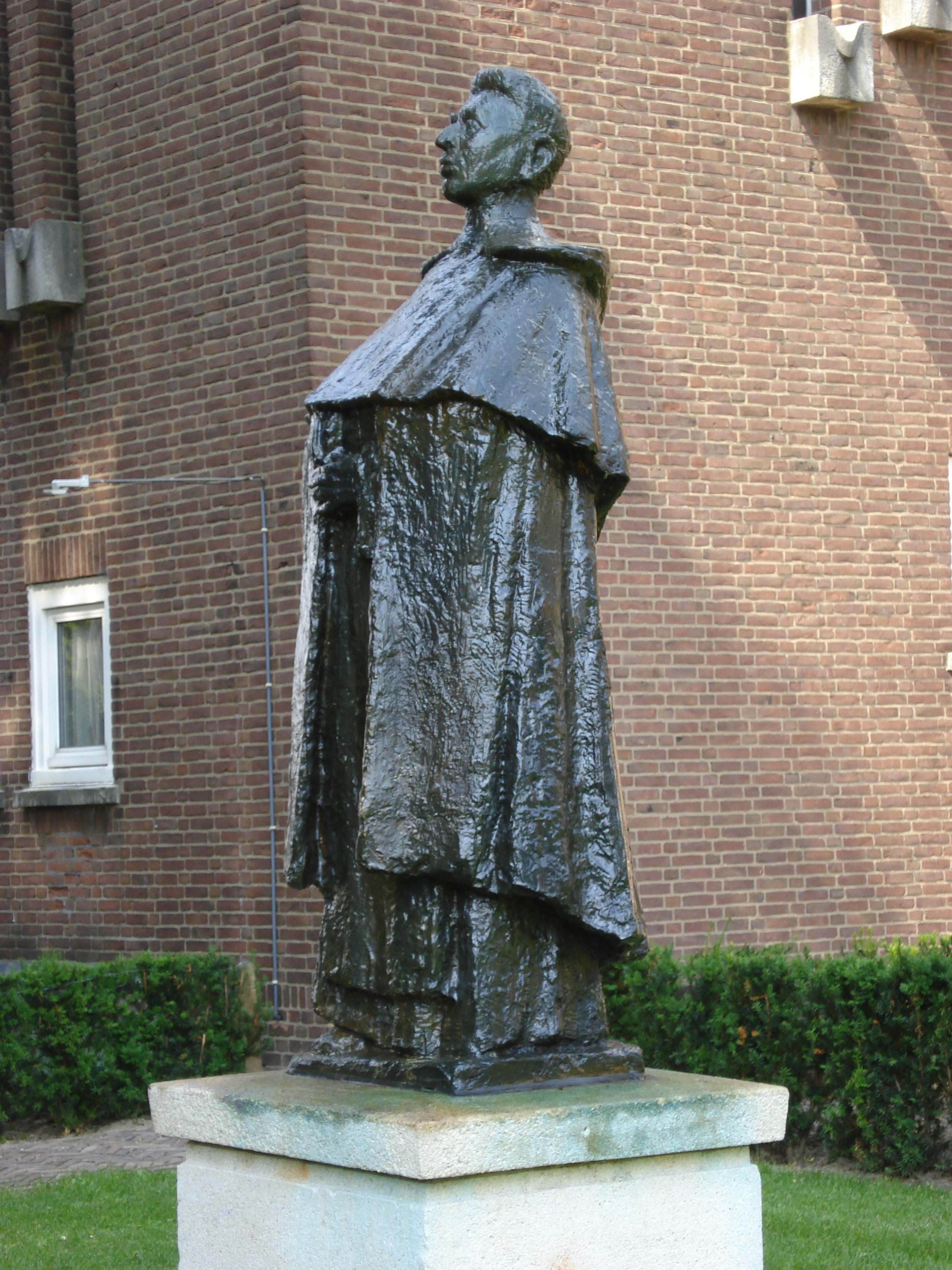
Statue de Titus Brandsma devant le lycée à Oss.

À la fondation de l'université catholique de Nimègue (l'actuelle université Radboud de Nimègue) en 1923, il est nommé professeur d'histoire de la philosophie et de la mystique. Il enseigne notamment la mystique néerlandaise et flamande et il organise des conférences internationales sur la spiritualité. Il ne se contente pas de donner des cours à ses étudiants ; il aborde avec eux leurs problèmes de vie et les grandes questions actuelles comme le nazisme. Il s'évertue à faire redécouvrir les racines spirituelles des Pays-Bas et sa collection de copies photographiées de manuscrits religieux sera à l'origine de l'actuel Centre d'études Titus Brandsma à Nimègue.
Devenu membre du conseil général de l'ordre du Carmel, il a une influence forte sur son renouveau. À Nimègue, il est de 1926 à 1929 le prieur d'une petite communauté de Carmes étudiants, puis en 1929, il est fondateur d'un couvent plus grand, Doddendaal. En 1927, il est cofondateur du journal religieux Ons geestelijk erf (« Notre patrimoine spirituel »). En 1932/1933, il est recteur de l'université et tient son fameux discours Dieu n'est pas une chimère, mais vit en tout ce qui existe. Journaliste et professeur, il a publié près de 800 articles scientifiques et de vulgarisation. Son livre Itinéraire spirituel du Carmel est traduit en français.
Face à la montée du nazisme, il n'en cache pas les graves dangers, lui qui dit : « Qui veut gagner le monde au Christ doit avoir le courage d’entrer en conflit avec ce monde ». Dans son livre intitulé : Itinéraire spirituel du Carmel, il écrit : « Le néo-paganisme peut répudier l’amour, l’histoire nous enseigne que, malgré tout, nous serons vainqueur de ce néo-paganisme par l’amour. Nous n’abandonnerons pas l’amour. L’amour nous regagnera le cœur de ces païens. La nature est plus forte que la philosophie. Qu’une philosophie rejette et condamne l’amour et l’appelle faiblesse, le témoignage vivant d’amour renouvellera toujours sa puissance pour conquérir et captiver le cœur des hommes. »

### Prélude au martyre
En 1935, Titus Brandsma devient le porte-parole de l’archevêché d’Utrecht et, dès ce moment, il s'oppose publiquement aux théories nazies et à la persécution des Juifs. En 1938/1939, il donne une série de cours sur les principes néfastes du nazisme et prend la défense des Juifs.
Le 10 mai 1940, les Pays-Bas sont envahis puis occupés par les nazis qui trouvent des collaborateurs dans le parti nazi local, le mouvement national-socialiste (NSB). Dès le début de la guerre, Titus Brandsma prend la parole contre le renvoi des écoliers et étudiants juifs et contre le NSB. Le 30 décembre 1941, il a un entretien avec l'archevêque d'Utrecht sur la position de la presse catholique aux Pays-Bas. Il rend ensuite visite aux directeurs et aux rédacteurs en chef des journaux catholiques, demandant qu'on ne fasse aucune publicité pour le NSB.
Début janvier 1942, un rapport allemand sur Titus Brandsma mentionne cette opposition systématique et ordonne son arrestation.

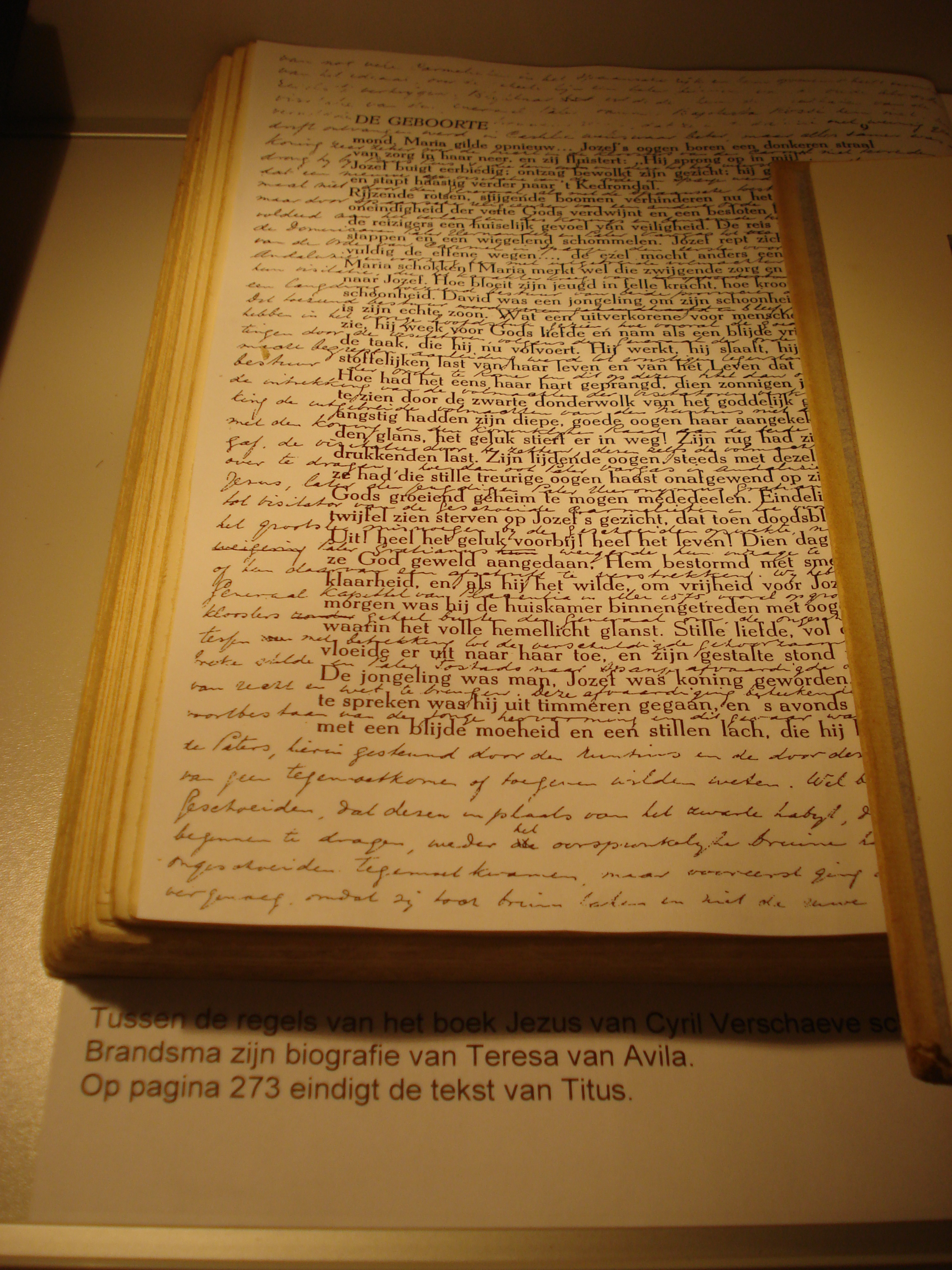
Titus Brandsma, manuscrit de sa biographie sur Thérèse d'Avila, écrit en prison.

### Chemin du martyre
Le 19 janvier 1942, Titus Brandsma est arrêté à Nimègue et emprisonné à Arnhem, puis transféré à La Haye pour deux jours d'interrogatoires. Du 20 janvier au 12 mars, il est en prison à Schéveningue ; puis du 12 mars au 28 avril au Polizeiliches Durchgangslager Amersfoort, un camp de transit.
Du 28 avril au 16 mai, il est de nouveau à la prison de Schéveningue. Selon le témoignage de ses codétenus, dans chaque prison, il apportait réconfort et consolation. Le Vendredi saint 3 avril, il tient une conférence pour les autres prisonniers sur Gérard Groote et la signification de la passion du Christ et de la souffrance humaine. En prison, par manque de papier, il écrit parfois entre les lignes d'un livre.
Du 16 mai au 13 juin, il est à la prison de Clèves où selon un juge, il défend le catholicisme contre le nazisme.
Le 13 juin, il est transféré au camp de concentration de Dachau où il arrive le 19 juin. Sa santé est déjà fortement ébranlée et, après un mois de vie dans le camp, il est tellement affaibli qu'il perd conscience par moments.
Dans cet enfer, il garde sa sérénité proverbiale, soutenant le moral des détenus, partageant avec eux sa maigre ration et les invitant à aimer leurs ennemis. « Eux aussi sont des enfants de Dieu — dit-il — et peut-être quelque chose en est-il resté en eux. » Très faible, il passe plusieurs fois par l'infirmerie. Inconscient durant plusieurs jours, il reçoit une injection mortelle donnée par l'infirmière du camp et décède en quelques minutes, le 26 juillet à 14 h. Il est incinéré dans un des fours crématoires de Dachau. Sa mort n'est pas annoncée par la plupart des journaux catholiques, par peur des représailles.

### Béatification, canonisation et vénération
Le tribunal ecclésiastique a clos la phase diocésaine du procès en béatification en l'église des Carmes à Nimègue en 1957. Le dossier de Titus Brandsma a été transmis à la Congrégation pour la cause des Saints à Rome, fin décembre 1957. Titus a été béatifié le 3 novembre 1985 par le pape Jean-Paul II.
Dans l'ordre du Carmel, sa fête liturgique est célébrée le  27 juillet avec rang de mémoire facultative.
Lors du consistoire public ordinaire du vendredi 4 mars 2022, le pape François a annoncé la canonisation prochaine de Titus Brandsma, de Marie Rivier, fondatrice de la congrégation des Sœurs de la Présentation de Marie et de la Franciscaine italienne Carolina Santocanale. Tous trois sont canonisés le 15 mai 2022 .
Titus Brandsma est l'un des patrons des espérantophones catholiques.
À l'occasion de sa canonisation, une soixantaine de journalistes demandent qu'il soit déclaré saint patron des journalistes, aux côtés de François de Sales.

## Citations
- « Qui veut gagner le monde au Christ doit avoir le courage d’entrer en conflit avec ce monde. »
- « Le néo-paganisme peut répudier l’amour, l’histoire nous enseigne que, malgré tout, nous serons vainqueur de ce néo-paganisme par l’amour. Nous n’abandonnerons pas l’amour. L’amour nous regagnera le cœur de ces païens. La nature est plus forte que la philosophie. Qu’une philosophie rejette et condamne l’amour et l’appelle faiblesse, le témoignage vivant d’amour renouvellera toujours sa puissance pour conquérir et captiver le cœur des hommes. »[2]
- « Toi ô Jésus sois près de moi, je n’ai jamais été si proche de toi. Reste avec moi. Reste avec moi, mon doux Jésus. Ta proximité me rend toute chose bonne. »[3]

## Honneurs posthumes
- À Nimègue, l'église Saint-Joseph a pris le nom du Bienheureux Titus Brandsma, où se trouve un mémorial de sa vie[15].
- En 2005, à l'occasion des 2000 ans d'existence de la ville, la population de Nimègue a élu Titus Brandsma comme son citoyen le plus important de tous les temps[16].
- À Bolsward se trouve le musée Titus Brandsma[17].
- Plusieurs écoles primaires et lycées aux Pays-Bas portent son nom.
- On a fondé en son souvenir le prix Titus-Brandsma, décerné tous les trois ans à un/e journaliste, une publication ou un institut qui a souffert de menaces ou de persécutions à cause de son engagement dans les médias en faveur d'un enjeu important du point de vue humain ou chrétien[18].
- L'Union internationale des espérantistes catholiques (IKUE), a fait de Titus Brandsma[14] un de leurs saints patrons[19].
- En France notamment, une rue de Nantes a été baptisée Allée Titus Brandsma et il y a un centre catholique Titus-Brandsma à Lyon.
- En Allemagne, à Kranenburg, ville jouxtant Nimègue, une ruée a été baptisée Titus-Brandsma-Straße.
- The Brandsma review (en) est une revue catholique en Irlande qui porte son nom.